# Distrikt Huacrapuquio
Der Distrikt Huacrapuquio liegt in der Provinz Huancayo in der Region Junín in Zentral-Peru. Der Distrikt wurde am 20. März 1940 gegründet. Er besitzt eine Fläche von 24,3 km². Beim Zensus 2017 wurden 1413 Einwohner gezählt. Im Jahr 1993 lag die Einwohnerzahl bei 1601, im Jahr 2007 bei 1415. Sitz der Distriktverwaltung ist die 3247 m hoch gelegene Ortschaft Huacrapuquio mit 1342 Einwohnern (Stand 2017). Huacrapuquio befindet sich knapp 12 km südlich der Provinz- und Regionshauptstadt Huancayo.

## Geographische Lage
Der Distrikt Huacrapuquio befindet sich im Andenhochland zentral in der Provinz Huancayo. Der Río Mantaro fließt entlang der westlichen Distriktgrenze nach Süden.
Der Distrikt Huacrapuquio grenzt im Westen an den Distrikt Chupuro, im Norden an den Distrikt Viques, im Nordosten an den Distrikt Sapallanga sowie im Süden an den Distrikt Cullhuas.

## Ortschaften
Im Distrikt gibt es neben dem Hauptort folgende größere Ortschaften:
- Chuamba (355 Einwohner)